# Renaixement quàntic

Reactivació completa i exacta de la funció d'ona semi-gaussiana en un pou de potencial bidimensional infinit durant la seva evolució temporal. Entremig, els renaixements fraccionats es produeixen quan la forma escalada de la funció d'ona es replica un nombre enter de vegades sobre l'àrea del pou.

En mecànica quàntica, el renaixement quàntic és una recurrència periòdica de la funció d'ona quàntica des de la seva forma original durant l'evolució del temps, ja sigui moltes vegades a l'espai com les fraccions escalades múltiples en forma de la funció d'ona inicial (renaixement fraccional) o aproximadament o exactament a la seva forma original des del principi (renaixement total). La funció d'ona quàntica periòdica en el temps exhibeix, per tant, el renaixement total cada període. El fenomen dels revivals és més fàcilment observable perquè les funcions d'ona són paquets d'ona ben localitzats al començament de l'evolució temporal, per exemple en l'àtom d'hidrogen. Per a l'hidrogen, els renaixements fraccionats es mostren com a múltiples protuberàncies gaussianes angulars al voltant del cercle dibuixat pel màxim radial del component d'estat circular principal (el que té l'amplitud més alta en l'expansió de l'estat propi) de l'estat localitzat original i el renaixement complet com a gaussià original.. Els revivals complets són exactes per al pou quàntic infinit, l'oscil·lador harmònic o l'àtom d'hidrogen, mentre que per a temps més curts són aproximats per a l'àtom d'hidrogen i molts sistemes quàntics.

## Exemple: funció d'ona truncada arbitrària del sistema quàntic amb energies racionals
Considereu un sistema quàntic amb les energies {\displaystyle E_{i}} i els estats propis
{\displaystyle H\psi _{i}=E_{i}\psi _{i}}
i que les energies siguin les fraccions racionals d'alguna constant {\displaystyle C}
{\displaystyle E_{i}=C{M_{i} \over N_{i}}}
(per exemple per a l'àtom d'hidrogen {\displaystyle M_{i}=1}, {\displaystyle N_{i}=i^{2}}, {\displaystyle C=-13.6eV}.
A continuació, el truncat (fins a {\displaystyle \mathbb {N} _{max}} d'estats) solució de l'equació de Schrödinger dependent del temps és

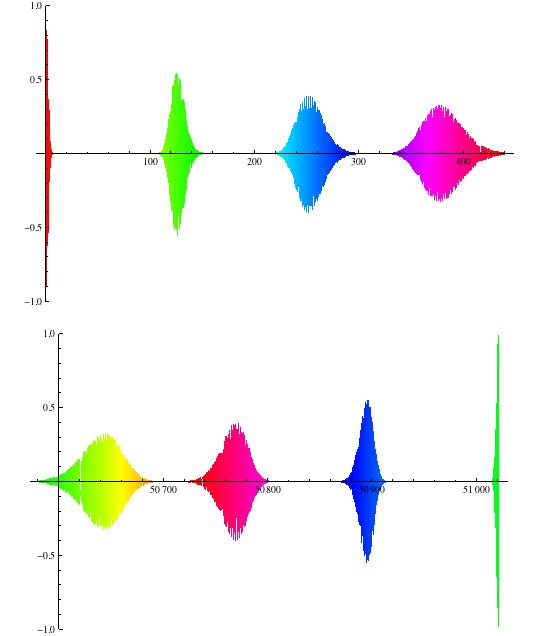
Superrevivència de la inversió (retorn dels revivals aproximats complets a la forma original) en el model de Jaynes-Cummings quan l'espectre exacte en ressonància al voltant del nombre mitjà de fotons s'aproxima pel polinomi en el nombre quàntic del fotó,

{\displaystyle \Psi (t)=\sum _{i=0}^{\mathbb {N} _{max}}a_{i}e^{-i{{E_{i}} \over \hbar }t}\psi _{i}}
Deixa {\displaystyle L_{cm}} sigui el mínim comú múltiple de tots {\displaystyle N_{i}} i {\displaystyle L_{cd}} màxim comú divisor de tots {\displaystyle M_{i}} després per a cadascun {\displaystyle N_{i}} el {\displaystyle {L_{cm}}/N_{i}} és un nombre enter, per a cadascun {\displaystyle M_{i}} el {\displaystyle {M_{i}}/L_{cd}} és un nombre enter, {\displaystyle 2\pi M_{i}{L_{cm}}/(N_{i}L_{cd})} és el múltiple complet de {\displaystyle 2\pi } angle i
{\displaystyle \Psi (t)=\Psi (t+T)}
després del temps complet de resurrecció
{\displaystyle T={2\pi \hbar  \over {L_{cd}C}}L_{cm}}
Per al sistema quàntic tan petit com l'hidrogen i {\displaystyle \mathbb {N} _{max}} tan petit com 100 poden passar quadrilions d'anys fins que revisqui completament. Sobretot, un cop creat per camps, el paquet d'ones de Troia en un àtom d'hidrogen existeix sense que cap camp extern es repeteixi estroboscòpicament i eternament després d'escombrar gairebé tot l'hipercub de fases quàntiques exactament cada temps de ressorgiment complet.
La conseqüència sorprenent és que cap ordinador de bits finits pot propagar la funció d'ona numèrica amb precisió durant un temps arbitràriament llarg. Si el número del processador és un nombre de coma flotant de n bits de llarg, l'ordinador només pot emmagatzemar el nombre amb la precisió finita després de la coma i l'energia és (fins a 8 dígits després de la coma), per exemple 2,34576893 = 234576893/100000000 i com a fracció finita, és exactament racional i el ressorgiment total es produeix per a qualsevol funció d'ona de qualsevol sistema quàntic després del temps {\displaystyle t/2\pi =100000000} que és el seu màxim exponent i així successivament, això pot no ser cert per a tots els sistemes quàntics o tots els sistemes quàntics estacionaris experimenten el renaixement complet i exacte numèricament.
En el sistema amb les energies racionals, és a dir, on existeix el revival complet quàntic exacte, la seva existència demostra immediatament el teorema de recurrència quàntica de Poincaré i el temps del ressorgiment quàntic complet és igual al temps de recurrència de Poincaré. Mentre que els nombres racionals són densos en nombres reals i la funció arbitrària del nombre quàntic es pot aproximar arbitràriament exactament amb aproximants de Padé amb els coeficients de precisió decimal arbitrària durant el temps arbitràriament llarg, per tant, cada sistema quàntic reviu gairebé exactament. També vol dir que la recurrència de Poincaré i la reactivació total són matemàticament el mateix i s'accepta comunament que la recurrència s'anomena renaixement total si es produeix després del temps raonable i mesurable físicament que és possible detectar pel aparell realista i això succeeix a causa d'un espectre d'energia molt especial que té una gran bretxa d'espai d'energia bàsica de les quals les energies són múltiples arbitraris (no necessàriament harmònics).